# Kielaki
Kielaki (gr. Κελλάκι) – wieś w Republice Cypryjskiej, w dystrykcie Limassol. W 2011 roku liczyła 299 mieszkańców.